# Jeff Torborg
Jeffrey Allen Torborg (Plainfield, 26 de novembro de 1941 – Westfield, 19 de janeiro de 2025) foi um jogador profissional de beisebol que atuou como catcher e treinador na Major League Baseball. Torborg assinou com o Los Angeles Dodgers como amador em  1963. Em 9 de setembro de 1965, Torborg foi o catcher do jogo perfeito de Sandy Koufax. Em 20 de julho de 1970, foi o catcher do no-hitter de Bill Singer, e em 15 de maio de 1973, Torborg também foi o catcher do primeiro de sete no-hitters de Nolan Ryan.

## Vida pessoal
Por mais de 25 anos, Torborg viveu com sua família em Mountainside, Nova Jérsei.
Torborg ultimamente sofria de Parkinson e não assinava mais autógrafos.
Torborg morreu no dia 19 de janeiro de 2025, aos 83 anos.